# Anoxynops aurifrons
Anoxynops aurifrons är en tvåvingeart som beskrevs av Thompson 1968. Anoxynops aurifrons ingår i släktet Anoxynops och familjen parasitflugor. Inga underarter finns listade i Catalogue of Life.